# لمبورن (باركشير)
لمبورن (بالإنجليزية: Lambourn)‏ هي قرية، بلدة وأبرشية مدنية تقع في المملكة المتحدة في إنجلترا. يقدر عدد سكانها بـ 4,103 نسمة ومساحتها 60.44 كم2 .